# Красна Горка (Анжеро-Судженський міський округ)
Кра́сна Го́рка (рос. Красная Горка) — селище у складі Анжеро-Судженського міського округу Кемеровської області, Росія.

## Населення
Населення — 642 особи (2010; 634 у 2002).
Національний склад (станом на 2002 рік):
- росіяни — 93 %